# Kopkapel
De Kopkapel is een ruime kapel in de Oost-Vlaamse plaats Lokeren, gelegen aan de Oude Heerweg.
De kapel is gewijd aan Onze-Lieve-Vrouw en diende de wijk Bergendries, ook 'Kopwijk' genaamd, als wijkkapel.

## Geschiedenis
Vanaf de 16e eeuw is sprake van een kapel op deze plaats. In 1719 werd deze kapel geheel vernieuwd en in 1756 werd hij vergroot.
In 1951 werd Bergendries erkend als hulpparochie van de Sint-Laurentiusparochie en in 1958 werd deze verheven tot een zelfstandige parochie. In 1955 was al een noodkerk in gebruik genomen en in 1969 volgde een definitieve kerk, de Onze-Lieve-Vrouw Hulp der Christenenkerk.

## Architectuur
In 1899 werd een nieuwe kapel gebouwd in neogotische stijl, en werd door mgr. Stillemans ingewijd. De binnenruimte wordt overkluisd door een spitstongewelf. Het is een bakstenen gebouw op een rechthoekige plattegrond met een lager driezijdig afgesloten koor. Het dak is voorzien van een dakruiter.
In de buitenmuren van de kapel werden polychrome mysteries van de rozenkrans uitgewerkt, ze kwamen uit het atelier van beeldhouwer Aloïs De Beule.

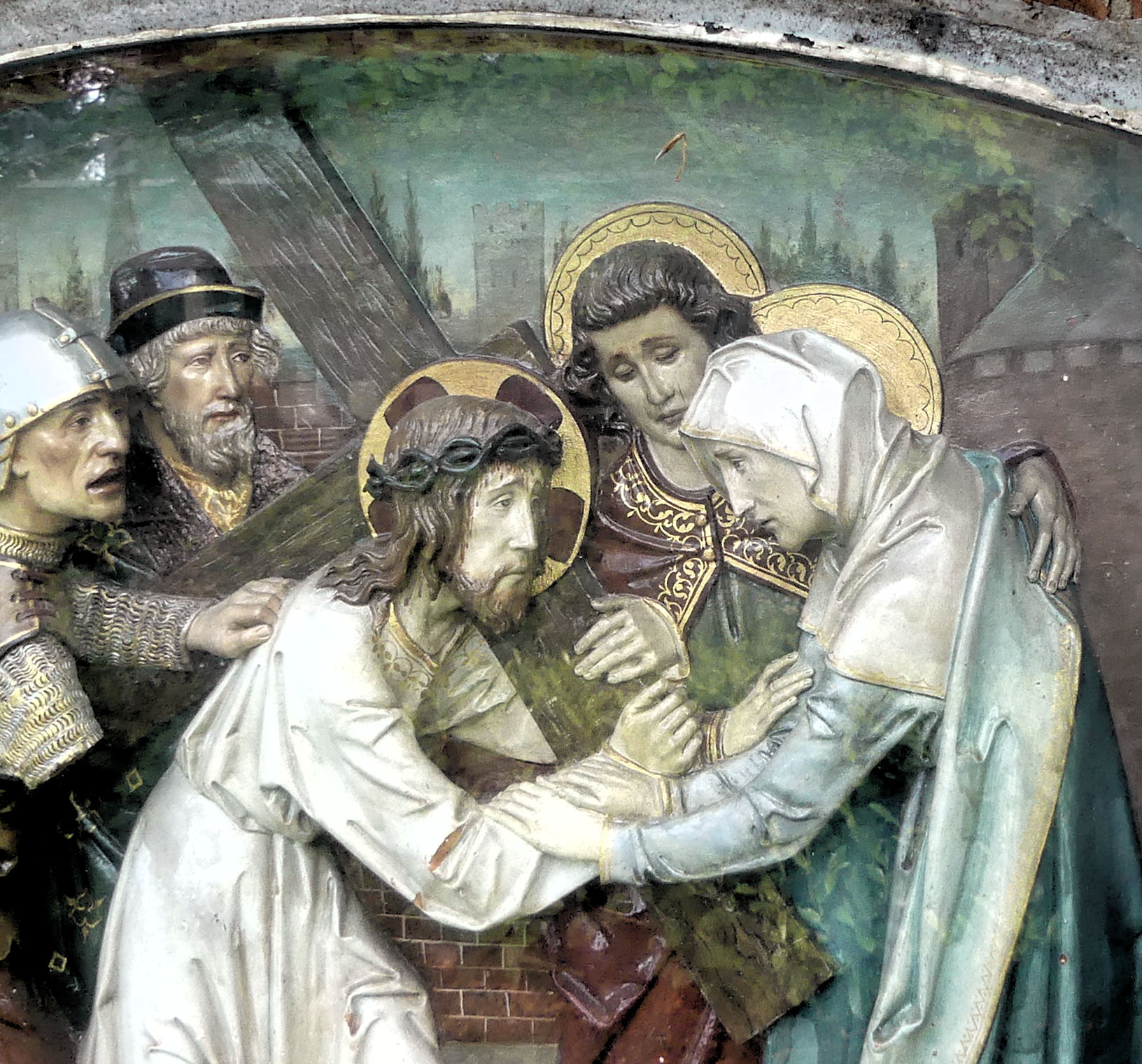
Rozenkransstatie in de kapel